# Чемпионат Северной, Центральной Америки и Карибского бассейна по волейболу среди мужчин 2003
18-й чемпионат Северной, Центральной Америки и Карибского бассейна (NORCECA) по волейболу среди мужчин прошёл с 25 по 30 сентября 2003 года в Кульякане (Мексика) с участием 7 национальных сборных команд. Чемпионский титул в 5-й раз в своей истории выиграла сборная США.

## Команды-участницы
Гватемала, Канада, Куба, Мексика, Панама, Пуэрто-Рико, США.
От участия отказался первоначально заявленный Гондурас.

## Система проведения чемпионата
7 команд-участниц на предварительном этапе разбиты на две группы. Победители групп напрямую выходят в полуфинал плей-офф. Команды, занявшие в группах 2-е и 3-и места, выходят в четвертьфинал и определяют ещё двух участников полуфинала. Полуфиналисты по системе с выбыванием определяют призёров первенства. Итоговые 5—6-е места разыгрывают проигравшие в 1/4-финала.

## Предварительный этап

### Группа А
| М | Команда     | 1   | 2   | 3   | И | В | П | С/П | О |
| - | ----------- | --- | --- | --- | - | - | - | --- | - |
| 1 | Канада      |     | 3:2 | 3:0 | 2 | 2 | 0 | 6:2 | 4 |
| 2 | Куба        | 2:3 |     | 3:1 | 2 | 1 | 1 | 5:4 | 3 |
| 3 | Пуэрто-Рико | 0:3 | 1:3 |     | 2 | 0 | 2 | 1:6 | 2 |

 Гондурас — отказ.
25 сентября: Куба — Пуэрто-Рико 3:1 (25:17, 25:20, 15:25, 25:23).
26 сентября: Канада — Пуэрто-Рико 3:0 (37:35, 25:18, 25:19).
27 сентября: Канада — Куба 3:2 (25:20, 23:25, 26:24, 16:25, 15:7).

### Группа В
| М | Команда   | 1   | 2   | 3   | 4   | И | В | П | С/П | О |
| - | --------- | --- | --- | --- | --- | - | - | - | --- | - |
| 1 | США       |     | 3:0 | 3:0 | 3:0 | 3 | 3 | 0 | 9:0 | 6 |
| 2 | Мексика   | 0:3 |     | 3:0 | 3:0 | 3 | 2 | 1 | 6:3 | 5 |
| 3 | Панама    | 0:3 | 0:3 |     | 3:0 | 3 | 1 | 2 | 3:6 | 4 |
| 4 | Гватемала | 0:3 | 0:3 | 0:3 |     | 3 | 0 | 3 | 0:9 | 3 |

25 сентября: США — Панама 3:0 (25:12, 25:11, 25:14); Мексика — Гватемала 3:0 (25:20, 25:10, 25:18).
26 сентября: США — Гватемала 3:0 (25:15, 25:21, 25:13); Мексика — Панама 3:0 (25:15, 25:18, 25:16).
27 сентября: Панама — Гватемала 3:0 (25:18, 25:11, 25:20); США — Мексика 3:0 (25:17, 25:22, 29:27).

## Плей-офф

### Четвертьфинал
28 сентября
Куба — Панама 3:1 (25:15, 22:25, 25:19, 25:8)
Мексика — Пуэрто-Рико 3:2 (25:20, 23:25, 25:22, 23:25, 15:13)

### Матч за 5-е место
29 сентября
Пуэрто-Рико — Панама 3:0 (25:20, 25:22, 25:22)

### Полуфинал
29 сентября
Канада — Мексика 3:1 (25:9, 25:19, 24:26, 25:19)
США — Куба 3:1 (25:20, 25:22, 26:28, 25:20)

### Матч за 3-е место
30 сентября
Куба — Мексика 3:0 (25:18, 25:19, 25:16)

### Финал
30 сентября
США — Канада 3:1 (20:25, 25:18, 25:22, 25:21)

## Итоги

### Положение команд
| США            |
| Канада         |
| Куба           |
| 4. Мексика     |
| 5. Пуэрто-Рико |
| 6. Панама      |
| 7. Гватемала   |

### Призёры
США: Ллой Болл, Эрик Салливан, Дональд Саксо, Уильям Придди, Райан Миллар, Райли Сэлмон, Брук Биллингс, Томас Хофф, Клейтон Стэнли, Гэбриэл Гарднер, Джеймс Польстер, Адам Нэви. Главный тренер — Дуглас Билл.
  Канада: Дуглас Брюс, Лукас Снайдер, Себастьен Рютт, Джейсон Холдейн, Скотт Коски, Поль Дюрден, Бретт Янгберг, Стив Бринкман, Крис Уолфенден, Росс Болард, Мёррей Грэпентайн, Фред Уинтерс. Главный тренер — Стелио Дерокко.
  Куба.

### Индивидуальные призы
MVP:  Клейтон Стэнли
Лучший нападающий:  Райдел Поэй Ромеро
Лучший блокирующий:  Мёррей Грэпентайн
Лучший на подаче:  Османи Хуанторена
Лучший в защите:  Хавьер Брито
Лучший связующий:  Ллой Болл
Лучший на приёме:  Грегори Берриос
Лучший либеро:  Лукас Снайдер